# Vishaak

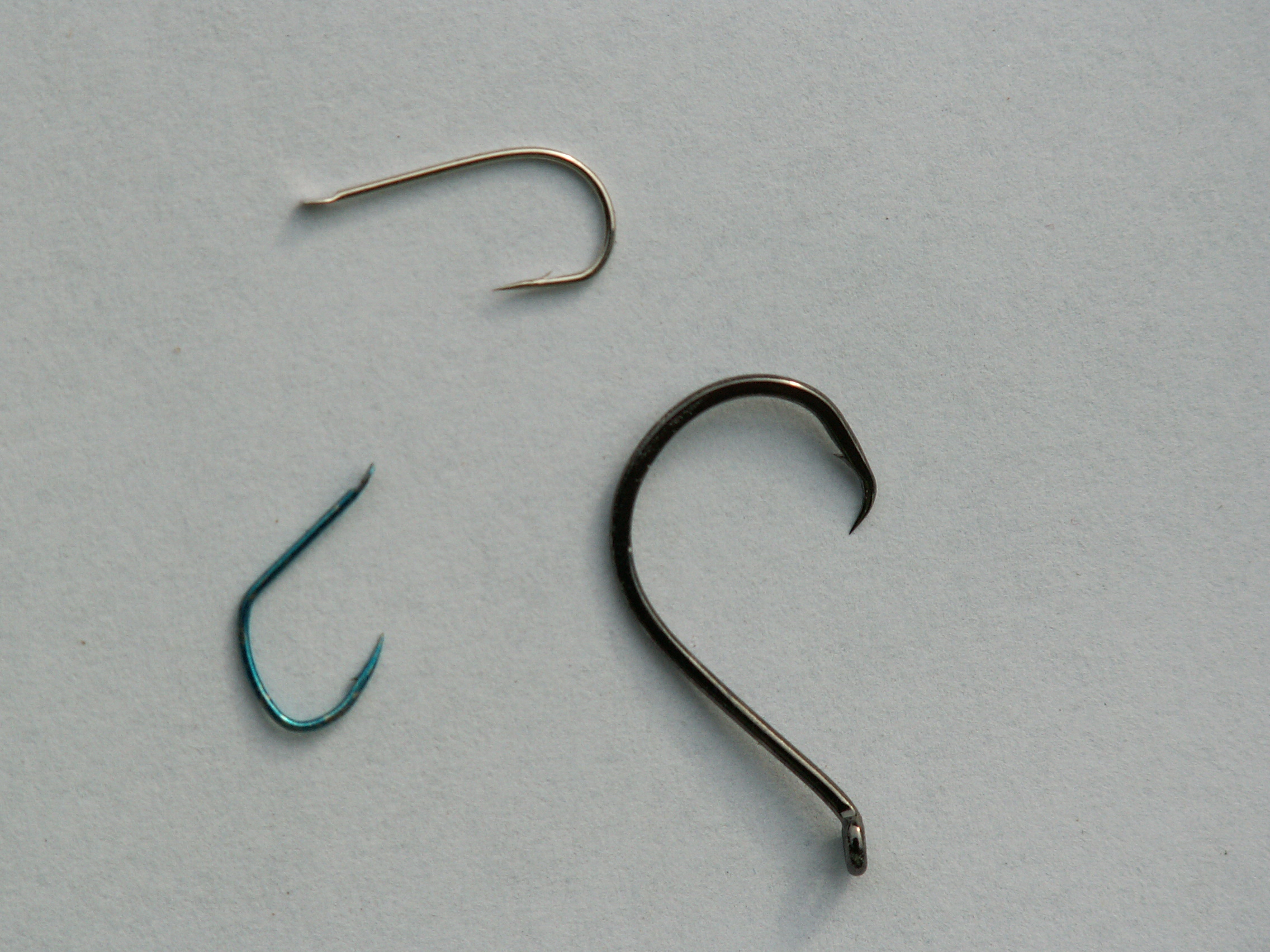
Circle hook nr 6 en twee brasemhaakjes grootte 12

De vishaak is een essentieel onderdeel voor de visserij.
Er is een zeer grote variatie in haakvormen, waarbij vissoort, persoonlijke voorkeur en traditie een grote rol spelen.

## Welke haak?
Als weerhaakloze haken gebruikt worden loopt de vis minder grote beschadigingen op. In wateren waar betaald moet worden voor de karpervisserij zijn deze over het algemeen verplicht. Voor goede vangsten en een niet te grote schade aan de vis is het aan te raden voor de kleinst mogelijke haak te kiezen. De grootte moet wel enigszins in overeenstemming zijn met de lijndikte en de aasgrootte. Voor krachtige vissen worden haken gekozen die wat dikker van draad zijn.

## Materiaal
Moderne vishaken zijn vervaardigd van zeer hoogwaardig staal en worden chemisch geslepen. Dit houdt in dat met een druppeltje zuur de haakpunt enorm scherp wordt afgebeten. Ook koolstof en Kevlar worden tegenwoordig ingezet als materiaal. Deze geven een flexibel en roestvrij resultaat. In de prehistorie werden haken van bot gemaakt.

## Grootte

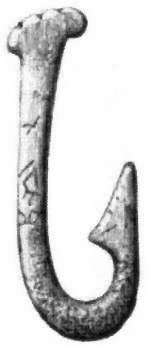
Vishaak van been, afbeelding uit het Nordisk familjebok

De haakgrootte wordt aangeduid met een cijfer. De groottes 26 tot 1 zijn relatief kleine haakjes, waarbij 26 de kleinste is. De grotere haken worden aangeduid met een nummer gevolgd door een 0. (7/0 bv.) Deze haken zijn groter naarmate het nummer hoger is.
- Nrs 26-18 zijn geschikt voor de subtiele visserij op bijvoorbeeld voorn.
- Nrs 16-10 zijn voor vissen van gemiddelde grootte geschikt.
- Nrs 8-4 Voor de visserij op snoekbaars, karper en dergelijke. Vanwege de grote krachten op de haak bij de karpervisserij wordt gebruikgemaakt van haken met een wat dikkere draad, zodat de haak niet uitbuigt of uitscheurt.
- Nrs 1/0 of 2/0 worden Voor de visserij op snoek met streamers waarbij een grote hoeveelheid veren of geitehaar aan de haak wordt gebonden, zodat het geheel op een flinke prooi lijkt.
- 3/0 tot 8/0 worden alleen gebruikt voor enorme zeevissen, als marlijn, heilbot of ruwe haai.

## Modellen
Langstelige haken zijn gemakkelijk bij het onthaken van de vis. Als de haak te diep wordt ingeslikt kan een hakensteker gebruikt worden, maar bij zeer diep geslikte haken is het beter de draad gewoon door te knippen, door de weefselreactie zal de vis de haak alweer snel kwijt zijn. De kieuwen van de vis kunnen beter niet beschadigd worden. Weerhaakloze haken in de kleinste maten zullen de vis niet noemenswaard beschadigen, omdat het weefsel alleen opzij wordt gedrukt. Bij het verwijderen van een haak met weerhaak zal het weefsel gemakkelijk scheuren.
Drietandige haken, zogenaamde dreggen worden gebruikt bij de visserij met kunstaas en de visserij met dood of levend aas op snoek zijn zeer nadelig voor het dierenwelzijn.
Er worden ook haken gebruikt die in de prehistorie al gangbaar waren, de zogenoemde  circle hooks. Bij gebruik van deze haken hoeft niet aangeslagen te worden en zet de haak zich automatisch als de lijn rustig wordt strakgetrokken.